# هيرب كوكس
هيرب كوكس هو سياسي كندي، ولد في 1950 في كندا. حزبياً، نشط في حزب ساسكاتشوان ‏. وقد انتخب عضو المجلس التشريعي من ساسكاتشوان عن دائرة The Battlefords (provincial electoral district) ‏ خلال فترته النيابية ‏.